# Jószagú cickafark

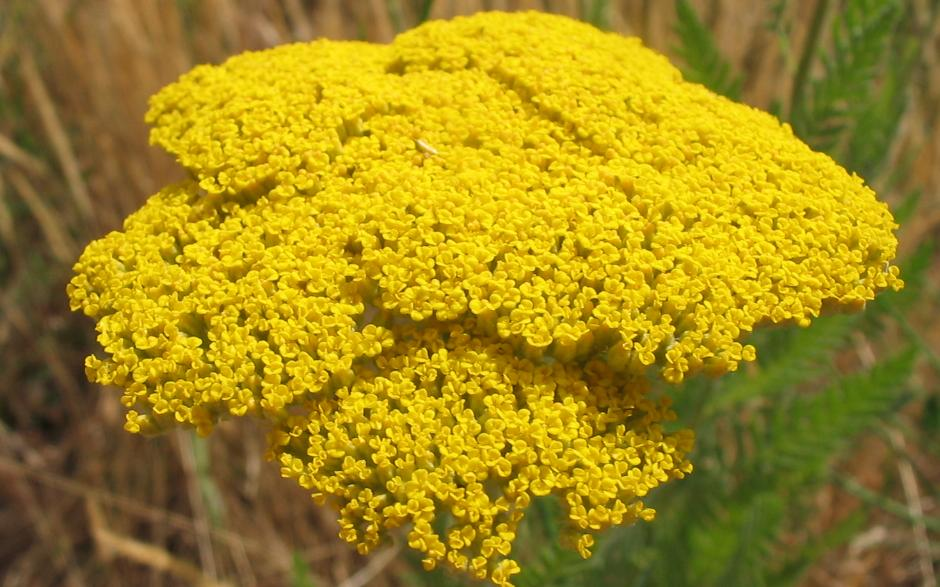
A jószagú cickafark sárga virágai

A jószagú cickafark (Achillea filipendulina) a fészkesvirágzatúak (Asterales) rendjébe, az őszirózsafélék (Asteraceae) családjának őszirózsaformák (Asteroideae) alcsaládjába tartozó évelő növény. Közeli rokonaival, az Eurázsiában elterjedt közönséges cickafarkkal (A. millefolium) és a mezei cickafarkkal (A. collina) a népi gyógyászatban Magyarországon már régóta ismert drognövény (lásd a cickafark nemzetség leírásánál).

## Elnevezése
A növény gyakori magyar elnevezése a páfránylevelű cickafark és a sárga cickafark.

## Elterjedése, termesztése
Kis-Ázsiából, illetve a Kaukázusból származik, de már hosszú idő óta kedvelt dísznövény, így sokfelé megtalálható. Rengeteg változatát, fajtáját nemesítették ki.

## Megjelenése
Felálló szárán nyíló, apró, fűszeres illatú (innen a „jószagú” cickafark elnevezés) virágai lapos vagy domború, sátorszerű virágzatban csoportosulnak. Többnyire a nyár közepén nyílik, és hosszú ideig tartós. Nemcsak frissen, vágóvirágnak vagy vágózöldnek, de szárazvirágkötéshez, csokrok (télen vázák) díszítésére is gyakran használják.

### Ismertebb fajtái
- „Coronation Gold” – akár 80–100 cm magasra is megnő,
- „Golden Plate” – elérheti a 120 cm-t is,
- „Altgold” – mindössze 60 cm-es magas.

## Életmódja, termesztése
Teljesen télálló. A legtöbb talajon jól megél, de leginkább a napos helyeket és a jó vízgazdálkodású talajt kedveli. Magasra növő fajtáit és változatait karózni kell. Kora tavasszal vagy ősszel tőosztással, nyár elején zölddugvánnyal jól szaporítható. Sziklakertekbe, kőfalra, rézsűre jól telepíthető, és zöldtetőre is kiválóan használható. Nagyon jól mutat  a fűfélék és a kék virágú évelők – zsálya (Salvia), veronika (Veronica), törpe szarkaláb (Delphinium grandiflorum), kúpvirág (Echinaceae) stb. – mellett.